# 吳良正
吴良正，元朝女性人物，婺州路义乌县（今浙江省义乌市）人，出身儒者之家。
吴良正的婆母嗜酒，家中虽然贫穷，必致力买来酒。婆母醉去，才作罢。婆母死后没有出殡，贼人来到，家人都逃走了。只有吴良正侍侧，人们喊她：“你不要命了。”吴良正说：“婆母没有安葬，妾身就刃下，死而不悔。”抚棺大哭。贼兵认为她有节义，将她释去。 